# Live at the Forum (альбом Babymetal)
Live at the Forum — это восьмой видеоальбом японской каваии-метал группы Babymetal, впервые выпущенный 13 мая 2020 года. Альбом содержит концертные видеозаписи с выступления группы в качестве хедлайнера мирового тура Metal Galaxy World Tour на арене Форум (Инглвуд, Калифорния) 11 октября 2019 года, совпавшего с мировым релизом третьего альбома группы Metal Galaxy.

## Предыстория
Впервые о выступлении было объявлено вместе с цифровым релизом песни «Elevator Girl» 22 апреля 2019 года, через год после объявления о выходе третьего альбома группы в 2019 году и через полгода после официального ухода Yuimetal. Билеты впервые стали доступны 26 апреля 2019 года.
25 января 2020 года группа анонсировала альбом с записями выступления, дата выхода 13 мая 2020 года, как в форматах DVD, так и Blu-ray, а также ограниченное издание Blu-ray и бокс-сета на двух компакт-дисках исключительно для членов фан-клуба «The One». Трейлер к альбому был размещён на официальном канале группы на YouTube 12 марта 2020 года. Впоследствии альбом был выпущен в виниловом формате 22 сентября 2021 года в честь десятилетнего юбилея группы.

## Содержание
Выступление начинается с большого экрана с изображением звёзд, а затем показывается технология «материализующая» фигуры Su-metal и Moametal. Сцена затемняется, и группа начинает исполнять песню «Da Da Dance». На экране продолжают отображаться визуальные эффекты, а сет-лист продолжается такими песнями, как «Elevator Girl» и «Shanti Shanti Shanti». Песня «Pa Pa Ya!!» исполняется с большим количеством пиротехники, а вступление перед песней «Gimme Chocolate!!!» было показано специально, для усиления предвкушения публики. Хореография была описана как «похожая на марионетку», а хореография «Karate» была описана как «повествовательная» и «театральная». После песни «Road of Resistance» на экране повторяется «We! Are! Babymetal!» в виде призыва, после чего группа возвращается, чтобы закончить выступление песнями «Shine» и «Arkadia». В конце выступления на экране появляется информация о датах будущих гастролей.

## Реакция
Live at the Forum дебютировал в еженедельном чарте Oricon на DVD и Blu-ray под номером три за неделю 25 мая 2020 года, с продажами первой недели 23 000 единиц. Альбом также возглавил чарты для отдельных музыкальных DVD и Blu-ray релизов, а также чарт для объединённых релизов, став шестым подряд видео, которому это удалось, побив рекорд, сделанный Perfume.
Альбом также вошёл в еженедельный чарт альбомов Oricon под номером 268 на неделе 4 октября 2021 года, после выхода в формате LP 22 сентября 2021 года.

## Список композиций
| №                   | Название                                   | Текст песни                                                           | Длительность |
| ------------------- | ------------------------------------------ | --------------------------------------------------------------------- | ------------ |
| 1.                  | «Future Metal»                             | Kitsune of Metal God                                                  | 5:08         |
| 2.                  | «Da Da Dance» (featuring Tak Matsumoto)    | Kanata Okajima Megmetal                                               | 4:18         |
| 3.                  | «Megitsune»                                | Mk-metal Norimetal                                                    | 5:58         |
| 4.                  | «Elevator Girl»                            | Ryu-metal Joemetal                                                    | 3:09         |
| 5.                  | «Shanti Shanti Shanti»                     | Mukti-metal Megmetal                                                  | 4:12         |
| 6.                  | «Kagerou»                                  | Mk-metal Yuyoyuppe                                                    | 5:23         |
| 7.                  | «Starlight»                                | Metal Saints Megmetal Metal Skywalker                                 | 5:08         |
| 8.                  | «Gimme Chocolate!!»                        | Mk-metal Kxbxmetal Takeshi Ueda                                       | 4:21         |
| 9.                  | «Pa Pa Ya!!» (featuring F. Hero)           | Siammetal                                                             | 4:01         |
| 10.                 | «Distortion» (featuring Alissa White-Gluz) | Dkmetal Takemetal                                                     | 4:47         |
| 11.                 | «Karate»                                   | Yuyoyuppe                                                             | 4:59         |
| 12.                 | «Headbangeeeeerrrrr!!!!!»                  | Edometal Nakametal Narasaki                                           | 4:47         |
| 13.                 | «Road of Resistance»                       | Kitsune of Metal God Mk-metal Kxbxmetal Mish-Mosh Norimetal Kyt-metal | 11:21        |
| 14.                 | «Shine»                                    | Kitsune of Metal God Takemetal                                        | 6:37         |
| 15.                 | «Arkadia»                                  | Norimetal                                                             | 3:37         |
| Общая длительность: | Общая длительность:                        | Общая длительность:                                                   | 75:05        |

## Персоналии
Описание взято из буклета Live at the Forum.
- Su-metal (Судзука Накамото) — основной и бэк-вокал, танцы
- Moametal (Моа Кикути) — основной и бэк-вокал, танцы

## Чарты
| Чарт (2020—2021)                | Наивысшая позиция |
| ------------------------------- | ----------------- |
| Japanese Albums (Oricon)        | 268               |
| Japanese DVD (Oricon)           | 3                 |
| Japanese Music DVD (Oricon)     | 2                 |
| Japanese Blu-ray (Oricon)       | 3                 |
| Japanese Music Blu-ray (Oricon) | 1                 |

## История релизов
| Регион | Дата             | Формат      | Лейбл                                     | Издание(я)                     | Каталог                          | Прим.  |
| ------ | ---------------- | ----------- | ----------------------------------------- | ------------------------------ | -------------------------------- | ------ |
| Япония | 13 мая 2020      | DVD Blu-ray | BMD Fox Records Toy's Factory Amuse, Inc. | Стандартное видео              | TFBQ-18224 TFXQ-78181            | [ 9 ]  |
| Япония | 13 мая 2020      | Blu-ray, CD | BMD Fox Records Toy's Factory Amuse, Inc. | «The One» ограниченное издание | ONEB-0023                        | [ 8 ]  |
| Япония | 22 сентября 2021 | LP          | BMD Fox Records Toy's Factory Amuse, Inc. | Концертный альбом              | TFJC-38089 TFJC-38090 TFJC-38091 | [ 10 ] |